# SMS Hindenburg
SMS Hindenburg byl poslední německý bitevní křižník, který vstoupil do služby za první světové války. Dostavěn byl roku 1917 jako poslední ze tří bitevních křižníků třídy Derfflinger, nejsilnější třídy německých bitevních křižníků celé války. Pojmenován byl podle generála Paula von Hindenburg, vítěze bitvy u Tannenbergu.

## Stavba

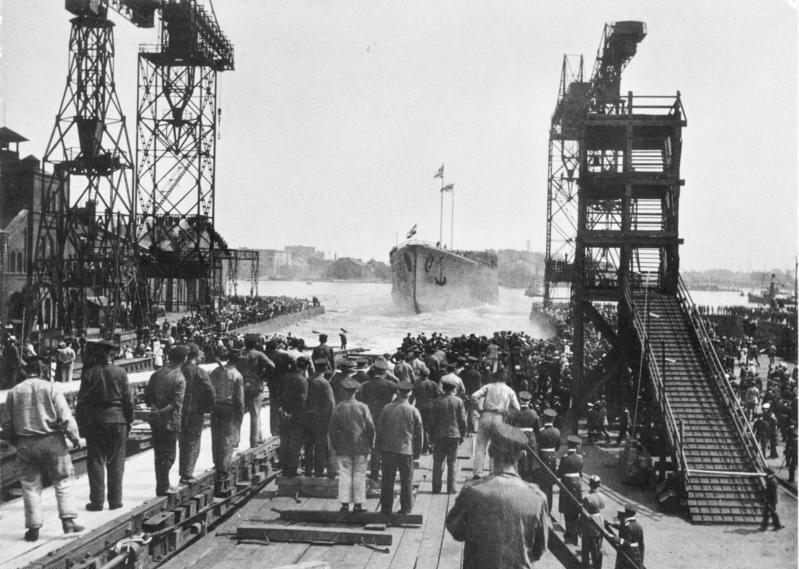
Spuštění na vodu

Křižník postavila německá loděnice Kaiserliche Werft Wilhelmshaven ve Wilhelmshavenu.

## Konstrukce
Hlavní výzbroj křižníku tvořilo osm 305mm kanónů, umístěných ve dvoudělových věžích. Sekundární výzbroj šestácti 150mm kanónů v kasematech doplňovaly ještě čtyři 88mm kanóny. Loď rovněž nesla čtyři pevné torpédomety. Pancéřován byl 300mm pásem na čáře ponoru, samotnou čáru ponoru měl chráněnou 100 mm a palubu od 30 až 80 mm. Dosahoval rychlosti cca 28 uzlů, poháněly ho čtyři šrouby a měl turbíny. Výtlak činil 30 706 tun.

## Osudy

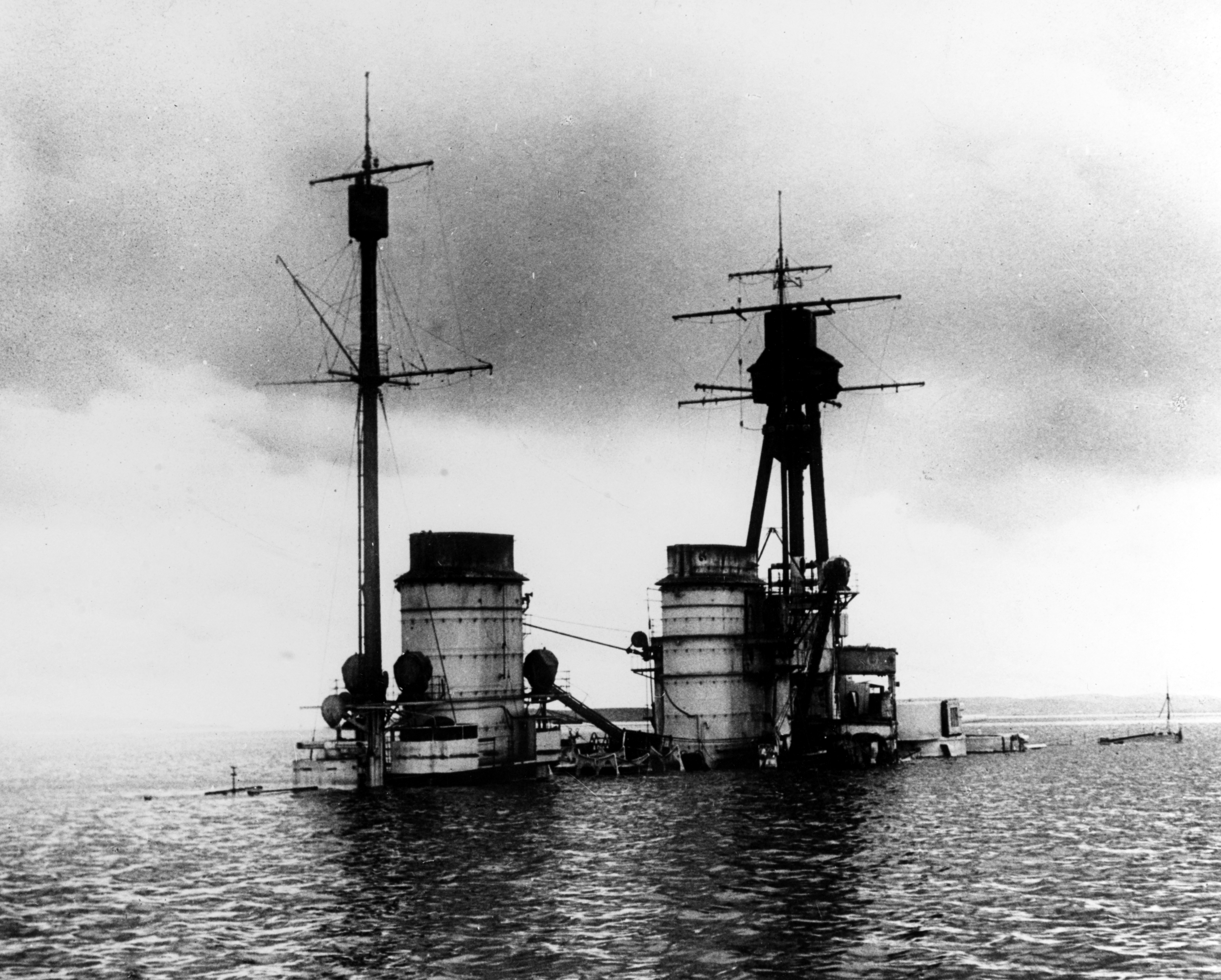
Vrak lodi před vyzvednutím

SMS Derfflinger se, spolu se sesterskou lodí SMS Lützow a dalšími loďmi, zúčastnily odstřelování anglického pobřeží, bitvy u Dogger Banku a bitvy u Jutska. Naopak Hindenburg, byl do operační služby zařazen teprve roku 1917 a žádných závažnějších námořních se operací nezúčastnil.
Po německé kapitulaci odplul, společně s hlavními sílami císařského námořnictva, do Scapa Flow, kde byly německé válečné lodě internovány s minimální posádkou. Jejich osud se naplnil 21. června 1919, kdy je v tzv. Incidentu ve Scapa Flow potopily vlastní posádky, aby nemohly být předány do rukou vítězných států. Hindenburg se potopil v 17:00, v roce 1930 byl vyzvednut a následně byl jeho vrak sešrotován.